# Alsten
65°58′0″N 12°36′53″Ø / 65.96667°N 12.61472°Ø

Alsten, eller Alsta, er en ø på 152,6 km² med 6969 indbyggere (2017) i Alstahaug og Leirfjord kommuner i Nordland fylke i Norge. På øen ligger bjergkæden De syv søstre. Østsiden af øen, «bagsiden» af De syv søstre, kaldes også for Sundøya.
Kystriksvejen passerer øen, hvor Helgelandsbroen er et synligt landemærke, og forbindelsen til fastlandet mod nord; mod syd ligger øen Tjøtta som også er forbundet med bro, og fra Sundøya er der fastlandsforbindelse mod vest via Sundøybroen.
Vestsiden af Alsta hører til strandengen og er for en væsentlig del veldyrket. På den østlige del ligger De syv søstre med fire bjergtoppe over 1000 meter. Højest er den nordligste top, Botnkrona, med 1072 meter over havet.
På nordvest spidsen af øen, ved Vefsnfjordens nordre udløb, ligger byen Sandnessjøen som er kommunecenteret i Alstahaug og kommunikationscenter for denne del af Helgeland. Kommunen dækker det meste af øen, med undtagelse af den nordøstlige del. Sandnessjøen anløbes af Hurtigruten. På vestsiden af Alsta, ca. ti km syd for bygden, ligger Sandnessjøen Lufthavn, Stokka.